# Terrorist Takedown: Wojna w Kolumbii
Terrorist Takedown: Wojna w Kolumbii – gra komputerowa z serii Terrorist Takedown, wyprodukowana przez polskie studio CI Games oraz przez nie wydany, 19 maja 2006 roku na platformę PC.

## Fabuła
Żołnierz amerykańskiej jednostki do zadań specjalnych (U.S. Army Special Task Force) zostaje przerzucony na tyły wroga. Jego zadaniem jest wyeliminowanie szefa wielkiego kartelu narkotykowego, który działa w nieuprzemysłowionych, górskich rejonach Kolumbii. Rząd Stanów Zjednoczonych chce zatrzymać przemyt kokainy i zlikwidować groźny kartel.

## Rozgrywka
W trakcie wykonywania misji, gracz porusza się w dżungli, napotykając na wioski, miasteczka oraz obozy wojskowe wroga. Gracz możne używać wielu broni – od standardowego wyposażenia żołnierza Stanów Zjednoczonych, karabinu M16 – po pistolety, karabin snajperski i rusznicę przeciwpancerną oraz granatnik.
Gra została oparta na wersji silnika Chrome Engine.